# BYO Split Series, Vol. 2
BYO Split Series, Vol. 2 is een splitalbum van de Amerikaanse punkbands Swingin' Utters en Youth Brigade. Het album werd op 26 oktober 1999 uitgegeven door het label BYO Records en was het tweede album uit de BYO Split Series, waarna nog drie zouden volgen. Een van de nummers die Swingin' Utters speelt is een cover-versie van het nummer "'39" van Queen.

## Nummers

### Swingin' Utters
1. "Angels Pissing on Your Head" - 2:06
2. "You Haven't Seen Yourself in Years" - 3:48
3. "Mother of the Mad" - 1:59
4. "The Courage of a Younger Pope" - 2:07
5. "Troubadour" - 1:50
6. "'39" (cover van Queen) - 3:19

### Youth Brigade
1. "Where Are All the Old Man Bars" - 2:10
2. "Fuck You" - 1:24
3. "Alright Then" - 2:26
4. "Reason Why" - 2:25
5. "It's Not Like That Anymore" - 2:05
6. "Let Them Know" - 3:40